# Emili Castellanos
Emili Castellanos Vila (Tagamanent, 1 de enero de 1954 - Barcelona, 17 de noviembre de 1995) fue un filólogo, corrector y escritor español en lengua catalana.
Una vez terminados los estudios de Filología catalana en la Universidad de Barcelona (UB), trabajó como corrector en el diario Avui. Posteriormente colaboró en diferentes ámbitos: administración pública, mundo editorial y en el doblaje de películas subtituladas en catalán. Hacia finales de los años 80 comenzó a destacar su producción literaria dentro del género de la novela detectivesca catalana. Toda su obra ha sido traducida al español.
Su primera novela, Vuit dies de juny (1987) se editó con el seudónimo de Albert Draper, colectivo literario formado con Miquel Colomer. Juntos también publicaron La mort arrenca en primera i La noia de metall. Individualment, Us mataré a tots, i Geiger: Massa busques en un sol rellotge, con ilustraciones de Silvano Ferrari. En 1990 recibió, junto con Miquel Colomer, el Premio Ramon Muntaner de literatura juvenil con la novela Tampoc. Sus personajes se caracterizan a menudo por vivir en mundos marginales, sea por origen o sea por una atracción atávica hacia lo prohibido y peligroso, y siempre con un trasfondo político. Su narrativa es muy interesante porque con una pluma ligera y un lenguaje llano huye del academicismo y reivindica la aproximación de la lengua a la realidad social del país. Describió un mundo de perdedores que luchan desesperadamente para ser felices, con ironía y un escepticismo tierno e incluso romántico.

## Obras
- Vuit dies de juny (1987) (Colectivo Albert Draper)
- La mort arrenca en primera, con Miquel Colomer. (Barcelona: Timun Mas, 1988)
- Geiger: Massa busques en un sol rellotge, con ilustraciones de Silvano Ferrari (Barcelona: Empúries, 1988).
- Tampoc (1990), con Miquel Colomer. Premio Ramon Muntaner de literatura juvenil.
- Us mataré a tots (1990)
- La noia de metall, con Miquel Colomer. (Barcelona: Empúries, 1991)